# USS Huemules RC

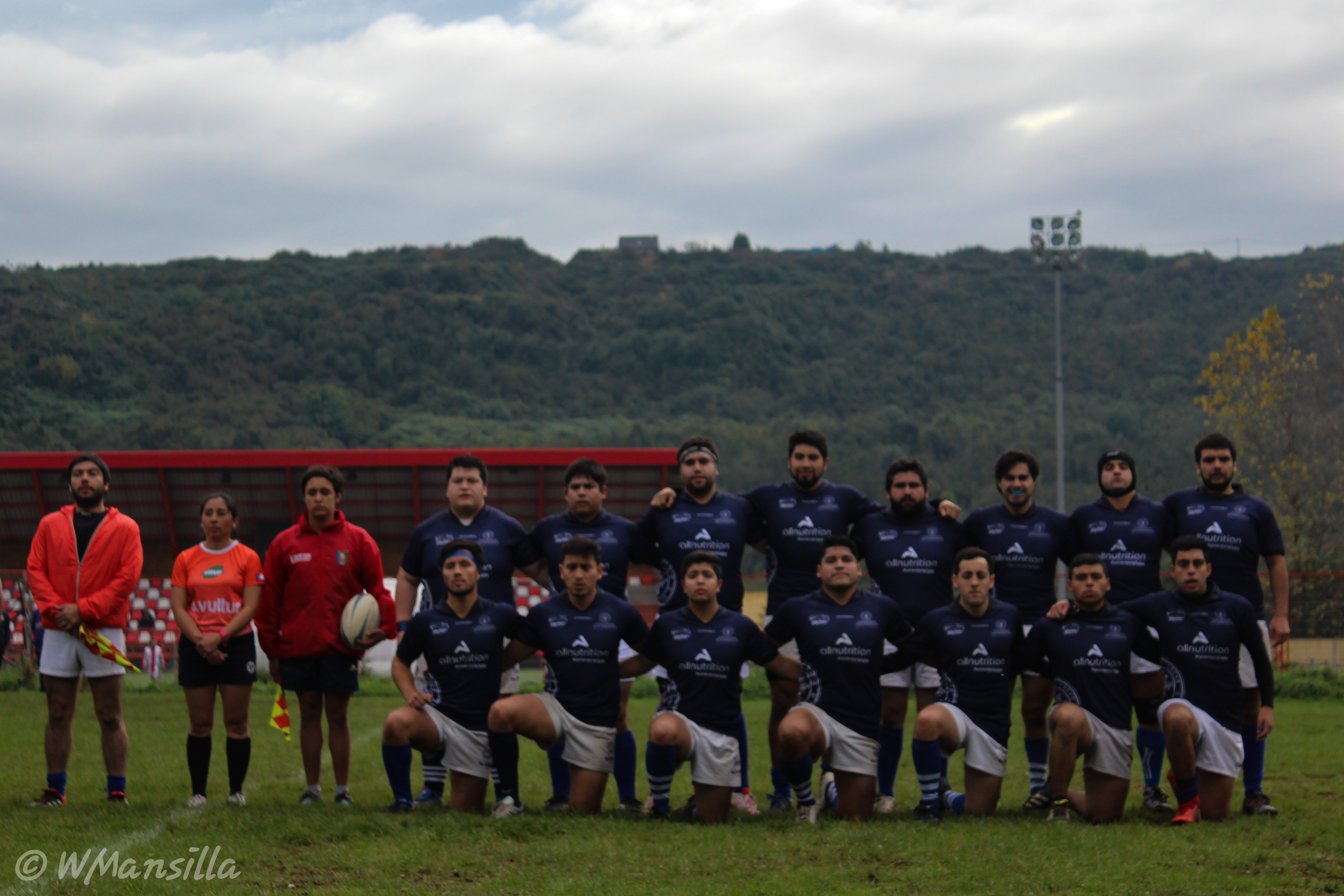
Equipo de USS Huemules RC en el 2018

El Club de Rugby Huemules USS es un club de Rugby de Chile con sede en la ciudad de Puerto Montt, Región de Los Lagos. Fundado del alero de la Universidad San Sebastián, Sede de la Patagonia (Puerto Montt). Cuenta con directiva electa conformada por su presidente Don Carlos Pustela, vicepresidente Don Felipe Nova, secretario Don Alejando López, y tesorero.
El año 2017 el equipo asciende a primera división, actualmente se encuentra disputando el campeonato oficial de rugby del sur, el plantel del primer equipo consta de 22 jugadores en nomina incluidos los suplentes, además del entrenador, mánager, asistente médico, y personal de planilleros, fotógrafa, etc. 
El club de rugby Huemules, cuenta con el apoyo de la universidad San Sebastián y el respaldo de la Asociación de rugby del Sur ARUS, además del constante apoyo familiar que nos une como club. 

### Torneos regionales
- Liga Asoruchi (1):  Clausura 2014[2]

- Copa Ciudad de Puerto Montt (1): 2013[3]
- Campeonato Asorume: 2016
- Campeonato Desarrollo TOP 4: 2017
- Campeonato Clausura Desarrollo TOP 6: 2017
- Circuito nacional rugby playa Pucón: 2018
- Copa Arus: Primer semestre 2018
- Campeonato Rugby del Sur: Segundo semestre 2018